# The Talented Mr. Ripley (película)
The Talented Mr. Ripley (en España, El talento de Mr. Ripley; en Hispanoamérica, El talentoso Sr. Ripley) es una película estadounidense dirigida por Anthony Minghella y protagonizada por Matt Damon. La cinta también cuenta con las actuaciones de Gwyneth Paltrow, Jude Law, Cate Blanchett y Philip Seymour Hoffman, entre otros.
Basada en la novela homónima de Patricia Highsmith, la película se estrenó en 1999 y obtuvo 5 nominaciones a los Oscar un año más tarde. The Talented Mr. Ripley fue un éxito tanto comercial como de crítica, recaudando 128 millones de dólares en todo el mundo.

## Sinopsis
Tom Ripley (Matt Damon), es un joven empleado de una empresa de servicios de Manhattan, que se encuentra reemplazando a un pianista en una fiesta privada, vistiéndose con su chaqueta de Princeton. Cuando uno de los ricos asistentes le ve su chaqueta, le pregunta si conoció a su hijo, Richard (Dickie) (Jude Law), Ripley duda pero se deja llevar y da a entender que sí lo conoció; entonces, el padre le cuenta que Dickie vive en Italia llevando una vida bohemia y ofrece a Ripley mil dólares si va a Italia y convence a su hijo para que vuelva a Estados Unidos a hacerse cargo de los negocios familiares y pasar los últimos momentos con su madre enferma. Ripley acepta y emprende el viaje. Cuando conoce a Dickie, que es un playboy, se queda fascinado con el estilo de vida que llevan él y su novia Marge (Gwyneth Paltrow). Rápidamente se acostumbra a ese modo de vida y a la compañía de Dickie, por quien empieza a sentir algo más que amistad. Cuando por fin se ve obligado a revelar sus sentimientos, se le plantea una decisión que cambiará su vida.

## Reparto
| Actor                  | Personaje            |
| ---------------------- | -------------------- |
| Matt Damon             | Tom Ripley           |
| Jude Law               | Dickie               |
| Gwyneth Paltrow        | Marge                |
| James Rebhorn          | Herbert Greenleaf    |
| Philip Seymour Hoffman | Freddie Miles        |
| Cate Blanchett         | Meredith Logue       |
| Celia Weston           | Tía Joan             |
| Jack Davenport         | Peter Smith-Kingsley |
| Lisa Eichhorn          | Emily Greenleaf      |

## Adaptaciones
La trama, cuyo protagonista es uno de los más populares de las novelas policíacas como antihéroe, ha sido adaptada varias veces para el cine. Un ejemplo es la francesa A pleno sol (1960), protagonizada por Alain Delon y dirigida por René Clément. La escritora le dedicó un total de cinco novelas, siendo esta la primera, que escribió durante su primer viaje a Europa, que se pagó con la venta de los derechos para la adaptación al cine de su primera novela, Extraños en un tren.
- A pleno sol (1960). Película francesa dirigida por René Clément y protagonizada por Alain Delon (en el papel de Tom Ripley).
- La máscara de Ripley (1970).
- El juego de Ripley (1974).
- El amigo americano (1977). Película alemana dirigida por Wim Wenders y protagonizada por Dennis Hopper (Ripley) y Bruno Ganz.
- El juego de Ripley (2002). Película italo-estadounidense dirigida por Liliana Cavani y protagonizada por John Malkovich (Ripley), Dougray Scott y Ray Winstone.
- Mr. Ripley: el regreso (2005). Película estadounidense dirigida por Roger Spottiswoode y protagonizada por Barry Pepper (Tom Ripley), Jacinda Barrett, Tom Wilkinson y Willem Dafoe.